# Бузуян, Константин Георгиевич
Константин Георгиевич Бузуян (1911—?) — советский работник угольной промышленности, Герой Социалистического Труда (1971).

## Биография
Родился 7 мая 1911 года.
C 1956 года работал на комбинате «Гуковуголь». На счету его бригады строительство шахт «Гуковская» № 1, имени 50-летия Октября, «Углерод».
Досрочно выполнил личные социалистические обязательства и плановые производственные задания Восьмой пятилетки (1965—1970). Указом Президиума Верховного Совета СССР (неопубликованным) от 5 апреля 1971 года «за выдающиеся успехи в выполнении заданий пятилетнего плана по строительству и вводу в действие производственных мощностей, жилых домов и объектов культурно-бытового назначения» удостоен звания Героя Социалистического Труда с вручением ордена Ленина и золотой медали Серп и Молот.
Дата смерти неизвестна.

## Награды
- Герой Социалистического Труда
- Также награждён медалями СССР и является полным кавалером знака «Шахтерская слава».